# Frank Liefooghe
Frank Liefooghe (Ieper 31 januari 1943) is een Vlaams kunstenaar.

## Levensloop
Hij studeerde aan het St-Lucas instituut Gent en aan de Gentse Academie. Na het beëindigen van de academie werkte hij met de Italiaanse kunstenaars Valerio Adami en Lucio Fontana.
In 1967 richtte Frank Liefooghe het Gentse kunstenaarscollectief Nieuwe Rococo op. Toen hij in het begin van dat jaar in Amsterdam, het toenmalige mekka van de kunstwereld, verbleef had hij namelijk het idee opgevat een kunstenaarsbeweging op te richten die zich internationaal zou aansluiten bij de Popart beweging. 
De andere leden waren Balder, Arnold Goes, Lou Copers, Mi Van Landuyt en Desy.
Met hun "nieuwe figuratie" was de Nieuwe Rococo ook een reactie op het constructivisme binnen de kunst.
Hun meest ophefmakende realisatie in Gent was het 'langste schilderij ter wereld' (105 lang).
In januari van het jaar erop werd het schilderij, samen met veertien Nederlandse kunstenaars, nog eens met 105 meters verlengd. Met het 210 meter lang schilderij pakten ze het Stedelijk Museum Amsterdam in. Hun doel was "het museum in het schilderij te plaatsen" om musea toegankelijker te maken voor het publiek.
Liefooghe is niet alleen tekenaar en schilder, al vanaf de zestiger jaren van de vorige eeuw houdt hij zich als vrijgevochten kunstenaar bezig met vragen op mondiaal niveau: vrede, ecologie, de toekomst van onze beschaving. Hij verkoos niet het ‘besloten’ galerijwezen om zijn kunst te etaleren. Vrij snel werd de wijde wereld zijn geliefkoosde biotoop: op een goede 50 jaar doorkruiste hij ongeveer 100 landen, in meer dan 50 daarvan manifesteerde hij zich met de meest uiteenlopende artistieke projecten. Zowel in Gent als tot in verre uithoeken van de aardbol bouwde hij installaties en vredesmonumenten.
Overzicht:
- In 1970 schildert hij in samenwerking met het Stedelijk Museum van Amsterdam ballonnen van 80 meter hoogte, genaamd "Landschap van de Toekomst" op het eiland TI, die hij naast het natuurlandschap plaatste.
- In 1974 gaat hij naar Berlijn om een "trompe-l'oeil" te maken op de "Wall" bij de Wilhelmstrasse en schildert hij de muur symbolisch weg.
- Aan het einde van 1974 beklimt hij de Mont Blanc en installeert op de top een blauwdruk van een Frans Mirage-vliegtuig. Het vliegtuig was samengesteld uit vlaggen van landen die wapens produceren.
- In 1978 ontwerpt hij in Jeruzalem een blauw ei, 5 meter hoog, dat door de zon openbarstte en de Davidster en de Arabische Maan symbolisch verstrengeld liet zien.
- In 1979 verbeeldt de kunstenaar de communicatieproblemen tussen Noord- en Zuid-Ierland door een enorm beeldhouwwerk van een knoop waarmee hij de twee gebieden symbolisch met elkaar verbindt in het grensdorp Swanlinbar.
- Eind 1981 gaat hij naar Togo in West-Afrika waar hij een nationaal vredesmonument maakt. 3 jaar later creëert hij een tweede: een levensgroot marmeren beeld van Mama N’Danida, leider van de West-Afrikaanse vrouwenbeweging.
- Een paar maanden later ontmoet hij de Franse president François Mitterrand van wie hij een reeks portretten schildert.
- In 1987 gaat hij naar de Kaapverdische Eilanden. In de desolate vlakte bij de vulkaan Montegrande op het eiland Sal tekent hij een vredesduif van 400 × 200 meter. Op basis van een landbouwproduct van professor Van Cottem (Terra Cottem) worden 6000 boompjes geplant binnen de contouren van de tekening.
- In 1991 realiseert hij het project "Baked Poetry" waarbij verzen van zes Vlaamse dichters in het Russisch worden vertaald. Grote koekjes worden gebakken in de vorm van Russische letters en op het Rode Plein in Moskou gezet door ballerina's van de Gagarin dansacademie.
- In 1993 gaat de kunstenaar naar de westkust van Sri Lanka. Hij schildert 50 zeilen van viscatamarans in het dorp Negombo om de lokale bevolking te helpen in hun strijd om te overleven, waardoor ze een drijvende tentoonstelling kregen.
- In 1994 plant hij op de toppen van de berg Batur en de Merapi-vulkanen op op de eilanden Java en Bali 50 windzakken met daarop geschilderde gedichten. Het project is een mengeling van een neolithisch westers ritueel uit de Alpen en een ritueel dat nog steeds in gebruik is op beide Balinese vulkanen.
- Vanaf 1997 tot 2000 reist hij de hele wereld rond met zijn project "A Square of Equality". Het is een non-verbale boodschap over sociale, etnische en religieuze gelijkheid. Deze installatie, waarbij de piramides van canvas door alle lagen van de bevolking werden beschilderd, heeft 24 landen doorreisd. Het project bracht hem samen met staatshoofden en overheden maar ook met o.a. Indianen, straatkinderen en lagere bevolkingsklassen.
- In 2001 start de kunstenaar zijn project “A Landscape of the Future”, bedoeld als een aanklacht over de degeneratie van de natuur. Het bestaat uit een aantal kunstinstallaties en schilderijen die vier illusies vertegenwoordigen: vooruitgang, ecologie, beschaving en kunst, gecounterd door een positief tegenovergesteld "Highway Theatre Hotel". Dit project was te bewonderen op de World Fair of Aquaculture in Beijing-China en in Bangkok. In Thailand werd het project geopend door Prins Filip en Prinses Mathilde. Vandaar dat het zal het project verhuizen naar andere locaties over de hele wereld.
- In 2010 ontvangt hij de Louis Paul Boonprijs. De prijs wil kunstenaars bekronen die hun ‘binding met de mens’ tot uitdrukking brengen in hun werk. De jury loofde het werk van Frank Liefooghe omwille van de sociale dimensie en de uitingen rond de vredesproblematiek.
- Vanaf 2013 start hij het project "Creation Assistance" dat zich bezighoudt met de milieu-uitdagingen waarmee we in de 21e eeuw worden geconfronteerd. Vijftig kunstenaars bundelen 120 concrete en innovatieve oplossingen voor de werkelijke milieu-uitdagingen. Naast Gent & Brugge reisde de tentoonstelling wereldwijd naar 9 landen.
- In 2018 maakt hij een unieke kunstinstallatie op campus Kantienberg in Gent. Hij werkte rond het thema afval en beschildert hiervoor minutieus 80 vuilniszakken. De rode draad doorheen dit project is de wijsheid van Alexander Von Humbold die meer dan twee eeuwen geleden een grote visionair leek te zijn met betrekking tot de evolutie van het klimaat, de natuur en het milieu.

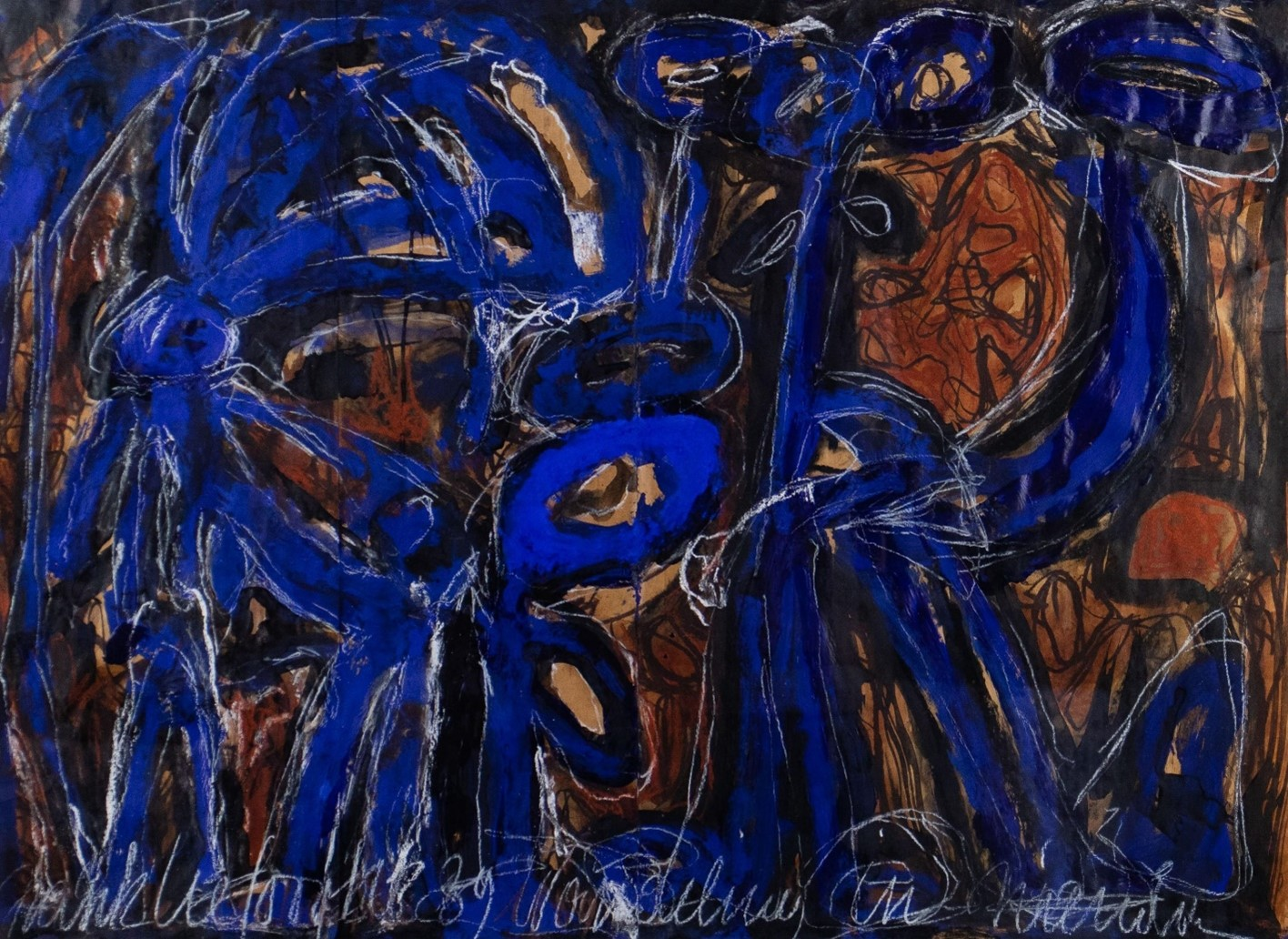

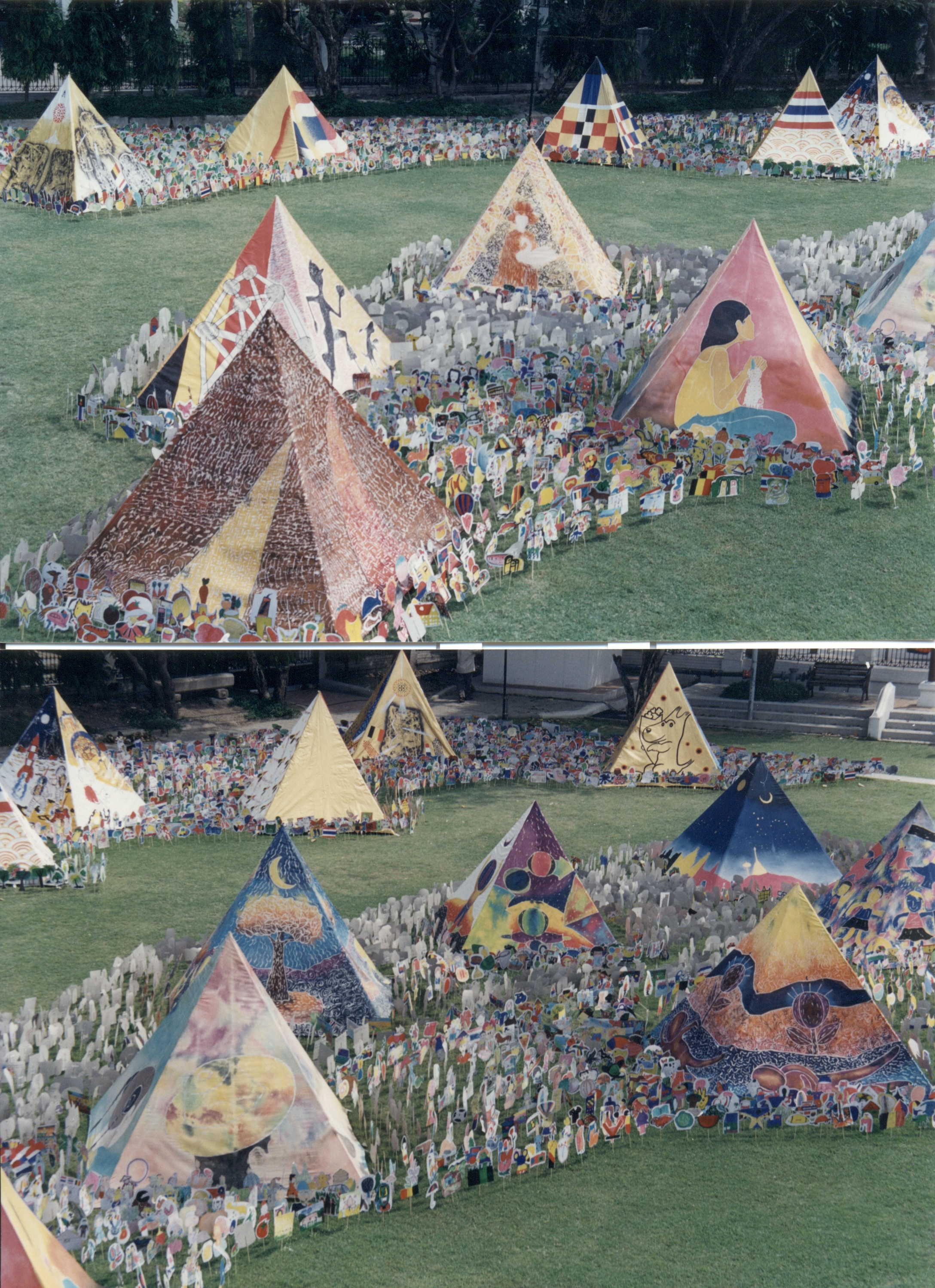

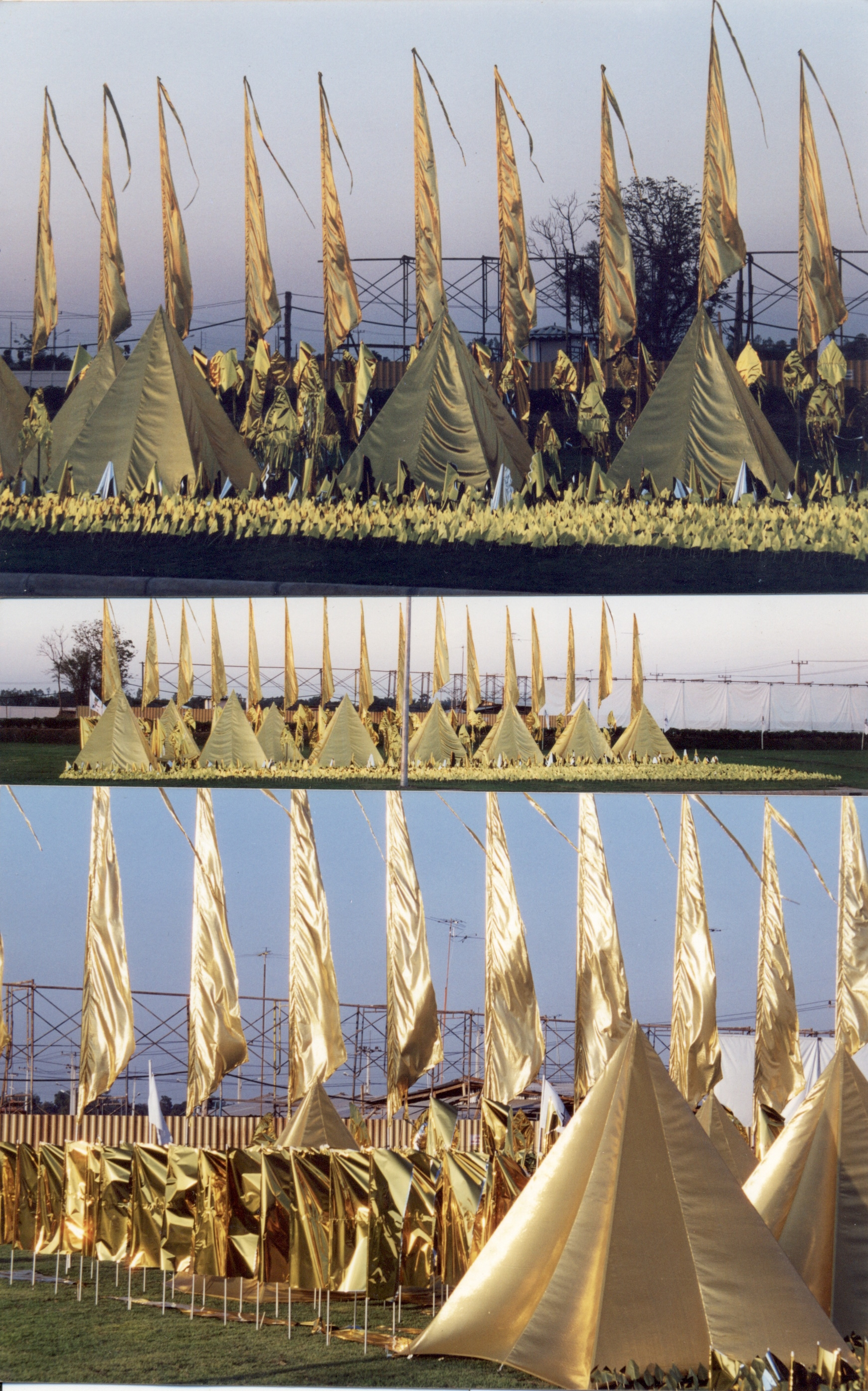

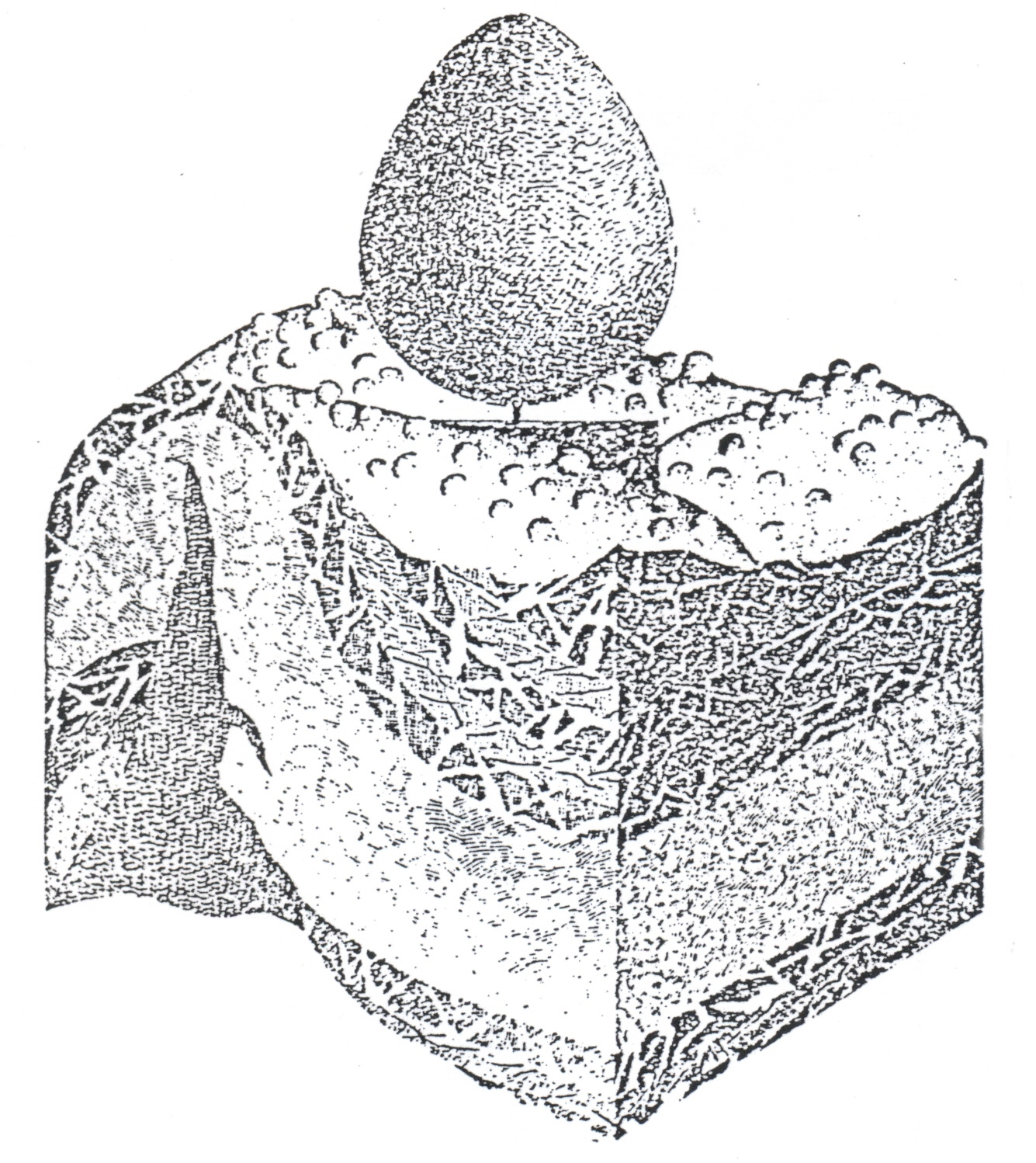

Daarnaast legt hij zich, buiten de stromingen en de oekazen van galerijen, toe op het tekenen en schilderen tout-court.